# أحمد شمس الدين طويلة
وُالشيخ أحمد شمس الدين الطويل' (1849 - 1890) كان عالمًا وصوفيًا نقشبنديًا. وهو الابن الرابع للشيخ عثمان سراج الدين النقشبندي. وُلد الشيخ أحمد شمس الدين الطويل النقشبندي عام 1849 في قرية أحمدآباد التابعة لقضاء حلبجة ضمن ولاية شهرزور العثمانية (في العراق حاليًا). ينتمي إلى واحدة من أكثر الأسر النبيلة نفوذًا في الشرق الأوسط والدولة العثمانية.
ينتمي إلى أسرة آل الطويل الكردية النبيلة التي ترجع جذورها إلى القرن السابع وقد احتَلّت مكانة بارزة في المشهد الصوفي والسياسي المحلي.
أبوه هو الشيخ عثمان سراج‑الدين النقشبندي، ويعد أحمد الابن الرابع ضمن ذرية هذه الأسرة المباركة.

## المسيرة العلمية والصوفية
لم تُسجَّل اعمال علمية أو مؤلفات منشورة لشيخ أحمد شخصيًا في المصادر المتاحة، لكنّ دوره تمحور حول:
- تأسيس زاوية أحمدافا، وهي مركز روحي وتعليمي أطلقه بعد وفاة والده، اتخذت اسم القرية نفسها. الزاوية أصبحت نقطة إشعاع صوفي في المنطقة.[1]
- العلاقة مع الدولة العثمانية: كان مقبولًا لدى السُلطان عبدالمجيد، الذي استقبله في إسطنبول وقدّمه له هدايا تقديرًا لمكانته الروحية والعلمي.[1]

## السياق السياسي والاجتماعي
تقع أسرة الـ آل الطويل ضمن نبلاء كردستان العثمانية، وقد امتنعت عن المشاعر العائلية فقط، بل مارست نفوذًا عسكريًا واجتماعيًا كبيرًا، وساعدت سلاطين إسطنبول، خصوصًا في حروبهم مع روسيا في القرن التاسع عشر، كما وثّق ذلك المؤرخ البريطاني Cecil John Edmonds.

## علاقته بالسلطان عبد المجيد
أبدى السلطان عبد المجيد الأول احترامًا كبيرًا وحفاوة بالغة لأحمد شمس الدين أثناء زيارته لإسطنبول، وقدَّم له هدايا عديدة.

## الوفاة والتراث
توفي الشيخ أحمد شمس‑الدين عام 1890 إثر إصابته بـالطاعون، عن عمر يقارب 41 سنة فقط. دُفن في قرية أحمدآباد بالقرب من قبر والده.
وبموته استمرّت نهضة الأسرة الصوفية على يدي إخوته، مثل الشيخ عمر ضياء‑الدين الطويلة الذي وسَّع الحركة الصوفية في جوانب متعددة.

## الزاوية الأحمدية
اشتق اسم الزاوية الأحمدية من قرية أحمدآباد الواقعة ضمن حدود قضاء حمرين المتصل بحلبجة. قام أحمد شمس الدين ببناء هذه الزاوية بعد وفاة والده عثمان سراج الدين الأول.

## الأهمية والدور
رغم قصر حياته والغياب النسبي للكتب المنسوبة إليه، إلا أن أهميته تنبع من:
1. الحفاظ على الزاوية التي سُمّيت نسبةً إليه، بصفتها مركزًا صوفيًا ما زال أثره محفوظًا ضمن تراث الإقليم.
2. وراثته للدور الأسري: فهو حلقة في سلسلة مشايخ أحمدآباد التي تؤرخ باستمرار البُعد الصوفي والأكاديمي في كردستان العراق.
3. العلاقات الرسمية الناعمة مع الدولة العثمانية، التي تُظهر توازنًا بين الزعامة الروحية والاعتراف السياسي.